# Witkeelporseleinhoen
Het witkeelporseleinhoen (Mustelirallus albicollis synoniem: Porzana albicollis) is een vogel uit de familie van rallen (Rallidae).

## Verspreiding en leefgebied
Deze soort komt voor in noordelijk, het zuidelijke deel van Centraal-en zuidoostelijk Zuid-Amerika en telt twee ondersoorten:
- M. a. typhoeca: van Colombia tot de Guiana's en noordelijk Brazilië.
- M. a. albicollis: van oostelijk Brazilië tot oostelijk Bolivia, Paraguay en noordelijk Argentinië.